# Davallia elmeri
Davallia elmeri là một loài dương xỉ trong họ Davalliaceae. Loài này được Copel. mô tả khoa học đầu tiên năm 1920.
Danh pháp khoa học của loài này chưa được làm sáng tỏ. 